# Американо-мексиканские отношения
Американо-мексиканские отношения — двусторонние дипломатические отношения между США и Мексикой. Протяжённость государственной границы между странами составляет 3155 км.

## История

Мексиканская версия марки, посвященной 150-летию независимости Мексики от Испании

Отношения между странами оказывают непосредственное влияние на жизнь миллионов американцев и мексиканцев, а именно на торгово-экономические связи, вопросы национальной безопасности, контроль над незаконным оборотом наркотиков и миграцией. США и Мексика, наряду с Канадой, являются партнёрами по Североамериканскому соглашению о свободной торговле (НАФТА), благодаря которому растёт товарооборот между странами.
Объём американо-мексиканских отношений широк и выходит за рамки дипломатических и служебных контактов. У стран обширные коммерческие, культурные и образовательные связи, товарооборот составляет более чем 1,25 миллиарда долларов США, около одного миллиона человек пересекает границу каждый день. Кроме того, миллион американских граждан проживает в Мексике и около 10 миллионов американцев посещает Мексику каждый год. Более чем 18 000 компаний США представлены в Мексике, с 2000 года они вложили 145 млрд долларов США в мексиканскую экономику.
9 мая 2023 года президент Джо Байден разговаривал с президентом Мексики Андресом Мануэлем Лопесом Обрадором. Два лидера обсудили свои текущие усилия по укреплению двусторонних отношений между США и Мексикой, в том числе важность расширения сотрудничества между Соединенными Штатами и Мексикой для управления беспрецедентной миграцией в регионе. Президент Байден и президент Лопес Обрадор также отметили недавние положительные сдвиги в других областях двустороннего сотрудничества, в том числе активизацию и ускорение усилий по борьбе с незаконным оборотом фентанила и оружия путем ликвидации преступных сетей. Президент Байден обязался использовать все доступные инструменты для борьбы с незаконным оборотом оружия и сокращения потока огнестрельного оружия в Мексику.

## Двусторонние экономические отношения

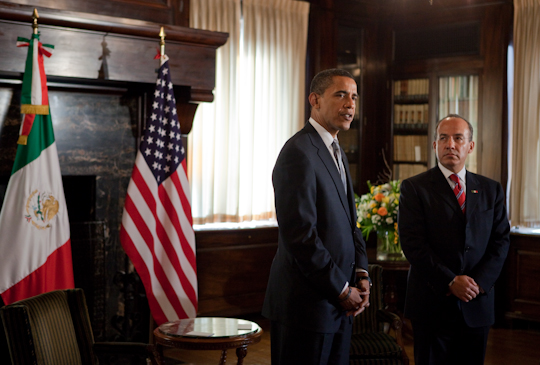
Барак Обама на встрече с Фелипе Кальдероном в 2009 году.

Мексика для Соединенных Штатов является вторым по величине экспортным рынком (после Канады) и третьим по величине торговым партнером (после Канады и Китая). Мексиканский экспорт в значительной степени поступает на рынки США, но страна также стремится диверсифицировать свои экспортные направления на другие страны. В последние десятилетия двусторонний товарооборот быстро растет, особенно после завершения отмены в 2008 году значительной части пошлин в рамках НАФТА. В 1993 - 2013 годах мексиканский экспорт в США увеличился с 49,5 млрд долларов до 277,7 млрд долларов, а импорт в Мексику из США с 50,8 млрд долларов до 216,3 млрд долларов.
Около 80 процентов экспорта Мексики в 2011 году ушло в Соединенные Штаты. В 2011 году Мексика стала вторым по величине поставщиком нефти в Соединенные Штаты.
Экспорт США в Мексику включает в себя механические машины, электронное оборудование, детали автомобилей, минеральное топливо и масла, пластмассу. 
Мексиканские инвестиции в американскую экономику выросли более чем на 35 процентов за последние пять лет.